# نیلوفر پیچ (سرده)

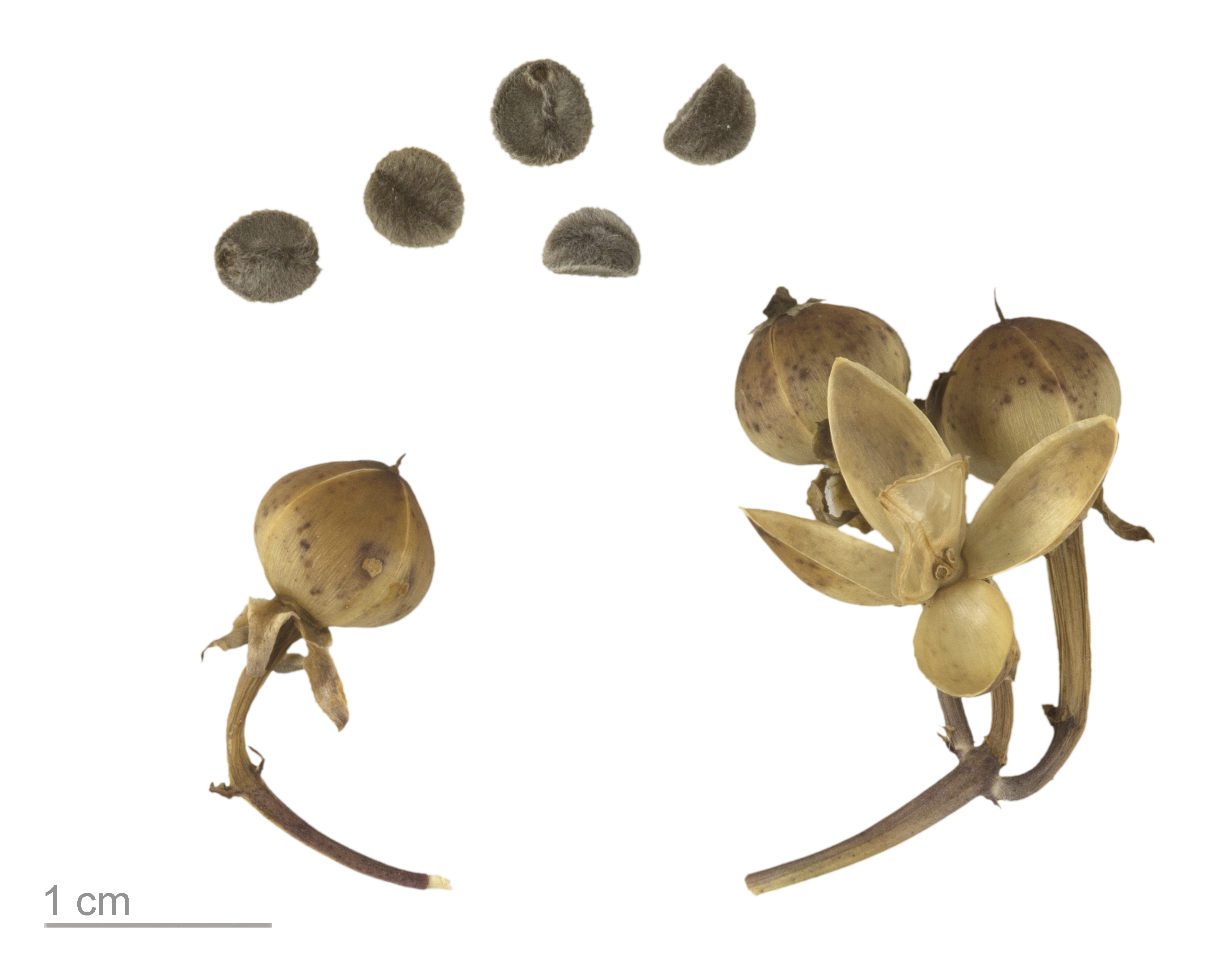
Ipomoea magnusiana

سردهٔ نیلوفر پیچ یا ایپوموئِه (نام علمی: Ipomoea) به نام نیلوفر پیچنده عَشَقِه‌ای یا گل نیلوفر پیچ درختی نیز شهرت دارد. گیاهی با ساقهٔ نرم و لطیف و دارای برگ های سه قسمتی و نیمه سبز است. گل‌های قیفی شکل آن در رنگ‌های سایه‌داری از سفید تا صورتی میخکی، آبی و ارغوانی ظاهر و شکوفا می‌شود. ارتفاع آن به حدود ۴ متر می رسد و فصل گلدهی در تابستان است. به مکانی آفتابی و خاکی با زهکشی خوب نیاز دارد که مقدار زیادی خاک برگ هم به آن افزوده شده باشد. از آفات مهم آن کنه قرمز عنکبوتی و مگس سفید است.

## تکثیر
از طریق کاشت بذر در بهار در گلخانه یا از راه کاشت قلمه‌های نیمه رسیده آن در تابستان تکثیر می‌شود. معمولاً در کنار یک داربست یا طارم کاشته می‌شود.